# Tengura
Tengura, sau salba tingri, întâlnită frecventă în regiunile vestice indepartate din Nepal, este compusă din multe bucăți de oase în formă de mici falusuri, asezate în socluri de metal alb, împreunate pentru a formă: o salbă unică. Despre aceste salbe se crede că ar preveni posedarea de către spiritele rele, și sunt purtate de copii și de femei.